# Augusto Ranocchi
Augusto Ranocchi (Urbania, 18 maggio 1931 – Roma, 25 dicembre 2011) è stato un artista italiano.

## Biografia
Nasce a Urbania il 31 maggio del 1931; frequenta l'Istituto statale d'Arte d'Urbino e il Corso di Perfezionamento tenuto da Carlo Ceci. Studente riceve un premio al Concorso nazionale di Scenografia di Pesaro. Nel 1953 si trasferisce a Roma, dove frequenta l'Accademia di Belle Arti, corso di scenografia, che lascerà quel medesimo anno per trasferirsi al corso di pittura di Efisio Oppo.
Già nel 1953 gli vengono commissionati due grandi murali per la chiesa di San Silvestro a Fano (PU). Nel 1955 lascia lo studio di Monte Sacro e si trasferisce nel nuovo studio di Piazzale Flaminio, a contatto diretto con l'ambiente di Piazza del Popolo. È sostenuto da critici come Valerio Volpini e Cesare Brandi. Coniuga l'attività di scultore e ceramista a quella di pittore, spesso espressa in grandi opere murarie. Esegue opere di grandi dimensioni per Manila (Filippine) e Atlanta (USA). Nel 1956 vince il premio "Canonica" dell'Accademia di San Luca. Si sposa con Fidelia Di Cesare, anch'essa pittrice. Insieme a Marcello Avenali, Emilio Greco, Francesco Messina, Ludovico Consorti e Pericle Fazzini viene incaricato della realizzazione delle opere d'arte per la Basilica di San Giovanni Bosco a Roma; esegue una pala e suoi sono i grandi mosaici dei tamburi delle cupole (500 m2, 1963).
Nel 1960 viene premiato alla Biennale d'Arte di Roma. Nel 1962 esegue un grande mosaico (288 m2) per la chiesa della Madonna di Fatima a Milano. Progressivamente abbandona le influenze della Scuola Romana per una pittura fortemente drammatica, caratterizzata da contrasti forti e tonalità scure. Soggiorna lungamente in Yugoslavia, dove esegue diverse opere pubbliche. Nel 1966 è invitato dal pittore Enzo Rossi, direttore dell'Istituto d'Arte di Roma, a ricoprire la Cattedra di Decorazione. Sono anni di grande attività nei quali coniuga l'esecuzione di grandi opere pubbliche con una personale produzione artistica, presentata in diverse mostre personali e collettive. Dal 1973 è titolare della Cattedra di Decorazione all'Accademia di Frosinone, fino ad assumere, nel 1978, la titolarità della Cattedra di Decorazione all'Accademia di Belle Arti di Roma. Un ulteriore passaggio nella sua pittura accoglie un'espressione marcatamente gestuale e coloristica e una libera complessità d'insieme, improntata a una forte tensione lirica. Nel 1980 si trasferisce a Los Angeles (USA), dove è rappresentato dal gallerista Michael Schwarz (Galerie Michael, Rodeo Drive). Espone poi presso la galleria Lonny Gans nel 1981 e la galleria Elaine Horowitz di Phoenix in Arizona nel 1984. Inizia un periodo caratterizzato da numerose mostre personali, soprattutto negli Stati Uniti. Il critico Cesare Vivaldi lo segnala come artista emergente dell'anno 1982. Nel 1985 è di nuovo a Roma, dividendo la sua attività tra l'Italia e gli Stati Uniti. Il suo lavoro dunque, trae ispirazione dai paesaggi di Urbania e Malibu. Questi temi lo seguono attraverso gli anni Novanta, durante la quale molti lavori andranno a far parte di collezioni private situate negli Stati Uniti e in Europa. In questi anni, l'alimento creativo dell'artista prende spunto dalla sua personalità, da esperienze e luoghi diversi che evidenziano la capacità emotiva dell'artista. Le opere private in questo periodo variano tra oli su tela di medie e grandi misure, rilievi di bronzo, sculture e rilievi di marmo proveniente maggiormente da Carrara.
Nel campo delle opere pubbliche è da segnalare la realizzazione di una serie di sette grandi porte in bronzo e altre grandi opere, soprattutto pareti musive e sculture in marmo; ma sono anni nei quali si dedica soprattutto alla pittura, sempre più caratterizzata da una presenza sensuale, giocata tra la complessità coloristica e quella segnica. Il Comune di Urbania gli offre uno studio nel rinascimentale Barco Ducale; è un luogo di maggior riflessione, dove lavora insieme agli studi di Los Angeles e di Roma. Nel 2001 il Comune di Urbino gli dedica una mostra antologica, congiuntamente nel Palazzo Ducale, nella Sala del Castellare e nella Casa Natale di Raffaello Sanzio. Per l'occasione l'Accademia Raffaello edita il volume Augusto Ranocchi, con introduzione di Carlo Bo e testi di Enrico Crispolti, Massimo Bignardi, Feliciano Paoli e Francesco Ranocchi. Muore a Roma il 25 dicembre del 2011, dipingendo fino agli ultimi giorni.

## Critica
«In una società disorientata dal benessere, le opere di medie o grandi dimensioni dell’artista urbaniense con il loro contenuto di fede e di misura, trovano estimatori e degna collocazione, in collezioni pubbliche e private. Una conferma per l’artista che si esprime con la stessa disinvoltura nella ceramica, nella scultura, nella incisione e nella pittura. Ed in ogni tecnica compare un punto luce di riferimento, che è stella polare, l’orientamento per la società smarrita.»
Carlo Bo, dalla prefazione al volume Augusto Ranocchi edito dall'Accademia Raffaello d'Urbino
«L'itinerario artistico di Ranocchi è approdato a un punto di alta tensione estetica e morale. Questo pittore appartato e per temperamento solitario, almeno nelle cose dell'arte, è ormai arrivato a piena maturità espressiva e sta fornendo prove davvero smaglianti del proprio talento»
«L'itinerario artistico di Ranocchi è approdato a un punto di alta tensione estetica e morale. Questo pittore appartato e per temperamento solitario, almeno nelle cose dell'arte, è ormai arrivato a piena maturità espressiva e sta fornendo prove davvero smaglianti del proprio talento»
Cesare Vivaldi, dal catalogo per la mostra da Judith Weinstein, Los Angeles, 1980
«( [...] ) l'artista ha messo a punto un vario e diversificato inventario iconologico sulla materia pittorica dove immagine  forma, stile e cultura si possono ricavare proprio dalle componenti del tessuto pittorico.»
«( [...] ) l'artista ha messo a punto un vario e diversificato inventario iconologico sulla materia pittorica dove immagine e forma, stile e cultura si possono ricavare proprio dalle componenti del tessuto pittorico.»
Giuseppe Gatt, dal catalogo per la mostra alla Mayer-Schwarz Gallery (CA) del 1989
«È chiaro che il suo orizzonte pittorico si è sostanzialmente allargato verso uno scenario internazionale nel quale la matrice informale è in qualche misura obliterata attraverso un subentrato nuovo principio d'ordine, che nel caso d'una linea di ricerca non figurativa (quale quella che sembra attrarlo) mira ad una sorta di presentificazione dello spessore percettivo-memoriale. E naturalmente vi concorrono specificamente anche esperienze della pittura nordamericana post-informale.»
Enrico Crispolti, dal testo critico nel volume Augusto Ranocchi edito dall'Accademia Raffaello d'Urbino
«Per Ranocchi la pittura ( [...] ) assume il valore di presenza nello spazio dell'uomo o, meglio, di corpo, dando ad esso il significato avanzato da Merleau-Ponty: "Il corpo proprio è nel mondo (...) come il cuore nell'organismo: mantiene continuamente in vita lo spettacolo visibile, lo anima e lo alimenta internamente, forma con esso un sistema."»
Massimo Bignardi, dal testo critico nel volume Augusto Ranocchi edito dall'Accademia Raffaello d'Urbino